# Bílá sobota
Bílá sobota (latinsky sabbatum sanctum, magnum či luminum – tj. svatá, velká nebo světlá, světelná) je v liturgickém kalendáři den před Velikonoční nedělí, součást Svatého týdne - druhý den velikonočního tridua. Připomíná den, kdy Ježíš ležel v hrobě.

## Charakteristika Bílé soboty v římskokatolické tradici
Během dne se nekonají žádné obřady ani mše svatá. Výjimkou je kromě liturgie hodin obřad Efeta, kterým jsou katechumeni připraveni na samotný křest. V západní církvi je zvykem během Bílé soboty konat tzv. „bdění u Božího hrobu“. Ve východní církvi (a dnes i v některých východem inspirovaných katolických společenstvích) je také zvykem na Bílou sobotu slavit liturgii připomínající pomazání Kristova těla, uložení do hrobu a rozvíjející tajemství Kristova „sestoupení do říše mrtvých“. Bílá sobota liturgicky končí západem slunce. Nastupující noc už patří obřadům Velikonoční vigilie.
Západem slunce na Bílou sobotu končí postní doba. 
Svůj název den získal zřejmě od bílého roucha neofytů, kteří se po celý den intenzivně připravovali na křest o velikonoční vigilii (ta ovšem k Bílé sobotě v pojetí starokřesťanské ani dnešní liturgie nepatří). Název může také pocházet z lidových zvyků velkého úklidu a bílení, konaných tento den před nedělí Zmrtvýchvstání.
Večerem o Zeleném čtvrtku se zahajuje první den tridua Velký pátek, Bílá sobota je druhým dnem a triduum vrcholí o Velikonoční vigilií a neděli Zmrtvýchvstání Páně.
Bílá sobota navazuje na velkopáteční atmosféru půstu, hlídání a návštěvy Božího hrobu, a přináší zlom. Tmu a ticho v katolických kostelích střídá během obřadů Velikonoční vigilie světlo svící, zvonění a varhany, aby připomínka Kristova kříže a smrti vrcholila znamením jeho zmrtvýchvstání.

## České a moravské lidové tradice
Podle tradice by se na Bílou sobotu měly péct mazance a beránci, barvit velikonoční vajíčka a rovněž plést pomlázky. Když je pomlázka hotová, měla by se na ni uvázat jedna bílá stuha. V tento den se lidé též oblékali do nového či slavnostního oblečení a převlékaly se peřiny. 

## České pranostiky vztahující se k Bílé sobotě
- Prší-li v noci na Bílou sobotu, bude málo třešní.
- Odkud na Bílou sobotu vítr, odtud v létě deště.